# F4 (mathématiques)
Pour les articles homonymes, voir F4.

En mathématiques, F4 est un groupe de Lie exceptionnel de type complexe.  Son algèbre de Lie est notée {\displaystyle {\mathfrak {f}}_{4}}.  F4 est de rang 4 et de dimension 52.  Sa forme compacte est simplement connexe et son groupe d'automorphismes est le groupe trivial.  Sa représentation fondamentale est de dimension 26.
La forme compacte réelle de F4 est le groupe d'isométries d'une variété riemannienne de dimension 16, connu également sous le nom de plan projectif octonionique, OP2, ou plan de Cayley. Ceci peut être vu en utilisant la construction du carré magique (en), étudiée en détail par Hans Freudenthal et Jacques Tits.
Il existe trois formes réelles de ce groupe, une compacte, une déployée, et une troisième.

## Algèbre

### Racines de F4
{\displaystyle (\pm 1,\pm 1,0,0)}
{\displaystyle (\pm 1,0,\pm 1,0)}
{\displaystyle (\pm 1,0,0,\pm 1)}
{\displaystyle (0,\pm 1,\pm 1,0)}
{\displaystyle (0,\pm 1,0,\pm 1)}
{\displaystyle (0,0,\pm 1,\pm 1)}
{\displaystyle (\pm 1,0,0,0)}
{\displaystyle (0,\pm 1,0,0)}
{\displaystyle (0,0,\pm 1,0)}
{\displaystyle (0,0,0,\pm 1)}
{\displaystyle \left(\pm {\frac {1}{2}},\pm {\frac {1}{2}},\pm {\frac {1}{2}},\pm {\frac {1}{2}}\right)}
Racines simples :
{\displaystyle (0,0,0,1)}
{\displaystyle (0,0,1,-1)}
{\displaystyle (0,1,-1,0)}
{\displaystyle \left({\frac {1}{2}},-{\frac {1}{2}},-{\frac {1}{2}},-{\frac {1}{2}}\right)}

### Matrice de Cartan
{\displaystyle {\begin{pmatrix}2&-1&0&0\\-1&2&-2&0\\0&-1&2&-1\\0&0&-1&2\end{pmatrix}}}